# Toppar & dalar – En äventyrsresa
Toppar & dalar – En äventyrsresa är en svensk dokumentärserie som hade premiär på Viafree och TV3 den 29 oktober 2019. Tillsammans med programledaren Peter Jihde, ska Arthur Ringart, Ellinor Geete Persson, Jordan Sörbom och Fanny Lyckeke bege sig ut på ett vildmarksäventyr och korsa Sverige från öst till väst längs polcirkeln. De medverkade i programmet har alla diabetes gemensamt.